# روباه تیزرو
روباه تیزرو (نام علمی: Vulpes velox) نام یک گونه از سرده روباه‌ها است.
روباه تیزرو یک روباه با رنگ نارنجی روشن و در اندازهٔ گربه خانگی است که در علفزارهای غربی آمریکای شمالی مانند مونتانا، کلرادو، نیومکزیکو، کانزاس، اکلاهما و تگزاس یافت می‌شود. این جانور همچنین در ساسکاچوان، آلبرتا و منیتوبا در کانادا هم زندگی می‌کند. مناطقی که قبلاً در آن‌ها از بین رفته بود. روباه تیزرو به روباه توله شباهت زیادی دارد. این دو گونه گاهی به عنوان زیرگونه ای از Vulpes velox شناخته می‌شوند زیرا نمونه‌های دورگه این گونه‌ها زمانی که ناحیهٔ زندگی آن‌ها هم پوشانی دارد به صورت طبیعی رخ می‌دهد.